# کتاب حقایق جهانی
کتاب حقایق جهان (به انگلیسی: The World Factbook)، همچنین به عنوان کتاب حقایق جهانی سی‌آی‌اِی (به انگلیسی: CIA World Factbook) شناخته می‌شود، منبع مرجعی است که توسط آژانس اطلاعات مرکزی با اطلاعاتی به سبک سالنامه دربارهٔ کشورهای جهان تهیه شده‌است. نسخه رسمی چاپی از دفتر چاپ دولتی موجود است. سایر شرکت‌ها مانند انتشارات اسب آسمان نیز یک نسخه کاغذی چاپ می‌کنند.کتاب حقایق در قالب یک وب سایت در دسترس است که هر هفته تا حدی به روز می‌شود. همچنین برای استفاده آفلاین برای دانلود در دسترس است. این یک خلاصه دو تا سه صفحه ای از جمعیت‌شناسی، جغرافیا، ارتباطات، دولت، اقتصاد و ارتش هر یک از ۲۶۷ نهاد بین‌المللی از جمله کشورهای به رسمیت شناخته شده توسط ایالات متحده، وابستگی‌ها و سایر مناطق در جهان را ارائه می‌دهد.
کتاب حقایق جهانی توسط سازمان سی‌آی‌اِی برای استفاده مقامات دولتی ایالات متحده تهیه شده‌است و سبک، قالب، پوشش و محتوای آن در درجه اول برای برآوردن نیازهای آنها طراحی شده‌است. با این حال، اغلب به عنوان منبعی برای مقالات تحقیقاتی دانشگاهی و مقالات خبری استفاده می‌شود. به عنوان اثری از دولت ایالات متحده، در مالکیت عمومی ایالات متحده است.

## منابع

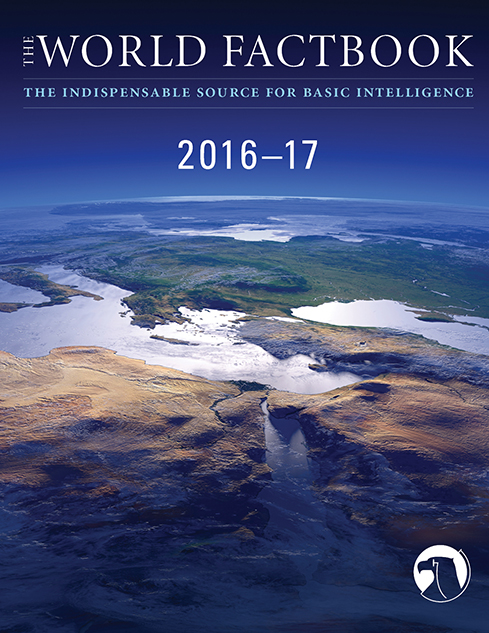
جلد نسخه چاپی دولت ایالات متحده کتاب حقایق جهانی (نسخه ۲۰۱۶–۱۷)

## کپی رایت

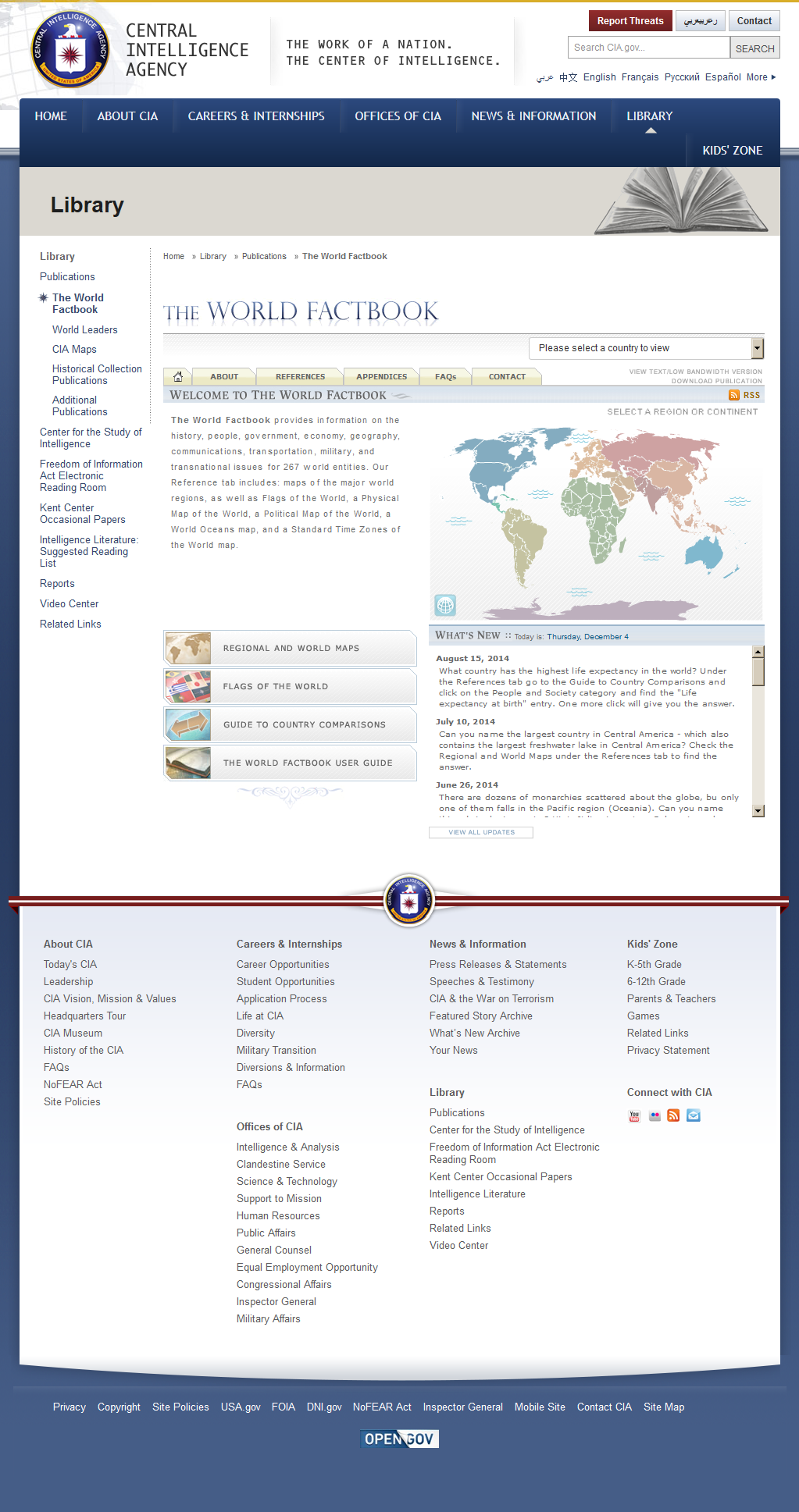
وب سایت World کتاب حقایق جهانی همان‌طور که در دسامبر ۲۰۱۴ ظاهر شد

از آنجایی که کتاب حقایق در مالکیت عمومی است، افراد بر اساس قوانین ایالات متحده آزادند که آن را یا بخش‌هایی از آن را به هر شکلی که دوست دارند، بدون اجازه سی‌آی‌اِی، مجدداً توزیع کنند. با این حال، سی‌آی‌اِی درخواست می‌کند که هنگام استفاده از کتاب حقایق جهانی به آن استناد شود. کپی کردن مهر رسمی سی‌آی‌اِی بدون اجازه توسط قانون فدرال ایالات متحده ممنوع است.

## فراوانی به روز رسانی و در دسترس بودن
قبل از نوامبر ۲۰۰۱ وب سایت کتاب حقایق جهانی هر سال به روز می‌شد. از ۲۰۰۴ تا ۲۰۱۰ هر دو هفته یکبار به روز می‌شد. از سال ۲۰۱۰ به صورت هفتگی به روز می‌شود. به‌طور کلی، اطلاعاتی که در حال حاضر از اول ژانویه سال جاری در دسترس است، در تهیه کتاب اطلاعات استفاده می‌شود.

### نسخه دولتی
اولین طبقه‌بندی شده نسخه از کتاب حقایق در ماه اوت ۱۹۶۲ منتشر شد، و اولین نسخه طبقه‌بندی نشده در ماه ژوئن سال 1971. دانشنامه جهان را به عموم مردم در چاپ اول در سال۱۹۷۵. در دسترس بود در سال۲۰۰۸، سی‌آی‌اِی چاپ کتاب حقایق را خود متوقف کرد و در عوض مسئولیت چاپ را به دفتر چاپ دولتی واگذار کرد. این به دلیل تصمیم سی‌آی‌اِی برای «تمرکز منابع کتاب حقایق جهانی» بر روی نسخه آنلاین اتفاق افتاد. کتاب حقایق جهانی از اکتبر۱۹۹۴ در شبکه جهانی وب وجود دارد نسخه وب به‌طور متوسط شش میلیون بازدید در ماه دریافت می‌کند.همچنین می‌توان آن را دانلود کرد.نسخه رسمی چاپ شده توسط دفتر چاپ دولتی و خدمات ملی اطلاعات فنی فروخته می‌شود. در سال‌های گذشته،کتاب حقایق جهانی بر روی CD-ROM, میکروفیش،نوار مغناطیسی،و فلاپی دیسک در دسترس بود.

### تجدید چاپ و نسخه‌های قدیمی تر به صورت آنلاین
بسیاری از سایت‌های اینترنتی از اطلاعات و تصاویر کتاب اطلاعات جهانی سی‌آی‌اِی استفاده می‌کنند. چندین ناشر، در سال‌های اخیر کتاب حقایق جهانی را منتشر کرده‌اند.

## نهادهای فهرست شده

نقشه جهان توسط کتاب حقایق جهانی در سال ۲۰۱۶ منتشر شد

از ژوئیه ۲۰۱۱،کتاب حقایق جهانی شامل ۲۶۷ موجودیت است، که می‌توان آنها را به دسته‌های زیر تقسیم کرد:
کشورهای مستقل
سی‌آی‌اِی اینها را افرادی تعریف می‌کند که «از نظر سیاسی در یک کشور مستقل با یک قلمرو مشخص سازماندهی شده‌اند.» در این رده، ۱۹۵نهاد وجود دارد.
دیگران
مکان‌هایی که از لیست کشورهای مستقل جدا می‌شوند. در حال حاضر دو وجود دارد: تایوان و اتحادیه اروپا.
وابستگی‌ها و حوزه‌های حاکمیت ویژه
مکان‌های وابسته به کشور دیگری. آنها ممکن است بر اساس کشور وابسته طبقه‌بندی شوند:
- استرالیا: ۶ نهاد
- چین: ۲ نهاد
- دانمارک: ۲ نهاد
- فرانسه: ۸ نهاد
- هلند: ۳ نهاد
- نیوزلند: ۳ نهاد
- نروژ: ۳ نهاد
- بریتانیا: ۱۷ نهاد
- ایالات متحده: ۱۴ نهاد

متفرقه
قطب جنوب و مکان‌های مورد مناقشه شش نهاد از این دست وجود دارد.
سایر نهادها
جهان و اقیانوس‌ها. پنج اقیانوس و جهان وجود دارد (مدخل جهان به عنوان خلاصه ای از ورودی‌های دیگر در نظر گرفته شده‌است).

## مسائل و مناقشات سرزمینی

### سیاسی

#### مناطق تحت پوشش نیست
مناطق خاصی در داخل یک کشور یا مناطق مورد مناقشه بین کشورها، مانند کشمیر، تحت پوشش قرار نمی‌گیرند، اما سایر مناطق جهان که وضعیت آنها مورد مناقشه است، مانند جزایر اسپراتلی، تحت پوشش قرار دارند. مناطق تابعه کشورها (مانند ایالت‌های ایالات متحده یا استان‌ها و قلمروهای کانادا ) در کتاب حقایق گنجانده نشده‌اند. درعوض، کاربرانی که به دنبال اطلاعاتی در مورد مناطق زیرملی هستند برای نیازهای مرجع خود به «دانشنامه جامع» ارجاع داده می‌شوند. این معیار در و2011 با تصمیم به حذف مدخل‌های گویان فرانسه، گوادلوپ، مارتینیک، مایوت و رییونیون مورد استفاده قرار گرفت. آنها کنار گذاشته شدند زیرا علاوه بر این که بخش‌های خارج از کشور بودند، اکنون مناطقی برون مرزی و بخشی جدایی ناپذیر از فرانسه بودند. از زمان به رسمیت شناختن حاکمیت مراکش بر صحرای غربی توسط دولت ترامپ در اواخر سال۲۰۲۰، بیشتر داده‌های آن در صفحه مراکش ادغام شده‌است.

#### مجمع الجزایر چاگوس
برخی از نوشته‌ها در کتاب حقایق جهانی مطابق با دیدگاه‌های سیاسی و دستور کار ایالات متحده است. ایالات متحده هم پشت حذف مجمع الجزایر چاگوس از قلمرو موریس و هم اخراج اجباری چاگوسی‌ها از سرزمین‌هایشان برای ایجاد یک پایگاه نظامی در یکی از جزایر مجمع الجزایر به نام دیگو گارسیا است. ایالات متحده حاکمیت موریس بر مجمع الجزایر چاگوس را به رسمیت نمی‌شناسد و این مجمع الجزایر به عنوان قلمرو بریتانیایی اقیانوس هند در وب سایت سی‌آی‌اِی ذکر شده‌است. این وب سایت همچنین به اشتباه اشاره کرد که مجمع الجزایر چاگوس نیز توسط سیشل‌ها اداره می‌شود، در حالی که رسماً ۱۱۶ کشور از جمله سیشل در مقابل تنها ۶ کشور از جمله ایالات متحده به قطعنامه مجمع عمومی سازمان ملل متحد در تاریخ ۲۴ مه ۲۰۱۹ رای دادند که به آن از بریتانیا خواسته‌است تا اداره استعماری خود را بدون قید و شرط از مجمع الجزایر چاگوس خارج کند تا موریس بتواند استعمار زدایی از قلمرو خود را در سریع‌ترین زمان ممکن تکمیل کند.

#### کشمیر
نقشه‌هایی که کشمیر را نشان می‌دهند، مرز هند و پاکستان را در خط کنترل ترسیم کرده‌اند، اما منطقه کشمیر که توسط چین اداره می‌شود، با علامت‌های هش ترسیم شده‌است.

#### قبرس شمالی
قبرس شمالی، که ایالات متحده آن را بخشی از جمهوری قبرس می‌داند، ورودی جداگانه‌ای داده نمی‌شود زیرا «اشغال‌ها/الحاقات سرزمینی که توسط دولت ایالات متحده به رسمیت شناخته نشده‌اند، در نقشه‌های دولت ایالات متحده نشان داده نمی‌شوند.»

#### تایوان/جمهوری چین
نام «جمهوری چین» به‌عنوان نام رسمی تایوان در بخش «دولت» فهرست نشده‌است، به دلیل تأیید سیاست چین واحد پکن که براساس آن یک چین وجود دارد و تایوان نیز بخشی از آن است. نام «جمهوری چین» به‌طور خلاصه در ۲۷ ژانویه۲۰۰۵ اضافه شد، اما از آن زمان به «هیچ‌کدام» تغییر یافته‌است. از کتاب حقایق ' دو نقشه از چین، یکی برجسته جزیره تایوان به عنوان بخشی از کشور در حالی که دیگر نمی‌کند. (همچنین نگاه کنید به: وضعیت سیاسی تایوان، وضعیت حقوقی تایوان)

#### جزایر مورد مناقشه دریای چین جنوبی
جزایر پاراسل و جزایر اسپراتلی، موضوع مناقشات ارضی، در کتاب حقایق نوشته‌هایی دارند که در آنها به‌عنوان قلمرو هیچ کشوری فهرست نشده‌اند. ادعاهای مورد مناقشه در مورد جزایر در مدخل‌ها مورد بحث قرار گرفته‌است.

#### برمه/میانمار
ایالات متحده تغییر نام برمه توسط حکومت نظامی حاکم خود به میانمار را به رسمیت نمی‌شناسد و بنابراین ورود خود را به این کشور تحت نام برمه حفظ می‌کند.

#### مقدونیه شمالی
این کشور برای اولین بار به عنوان مقدونیه در کتاب حقایق پس از استقلال در سال۱۹۹۲ وارد شد. در نسخه۱۹۹۴، نام مدخل به جمهوری مقدونیه یوگسلاوی سابق تغییر یافت، زیرا توسط سازمان ملل به رسمیت شناخته شده‌است (در انتظار حل اختلاف نام مقدونیه). برای دهه بعد، این نامی بود که ملت با آن در فهرست قرار می‌گرفت. در نسخه۲۰۰۴ کتاب حقایق، پس از تصمیم ایالات متحده در نوامبر۲۰۰۴ برای اشاره به کشور با استفاده از این نام، نام مدخل به مقدونیه تغییر کرد. در ۱۹ فوریه۲۰۱۹، پس از تغییر نام کشور به جمهوری مقدونیه شمالی،این ورودی به مقدونیه شمالی تغییر نام داد.

#### اتحادیه اروپا
در ۱۶ دسامبر۲۰۰۴، سی‌آی‌اِی برای اولین بار یک ورودی برای اتحادیه اروپا (EU) اضافه کرد. بخش «چه خبر» در کتاب حقایق سال۲۰۰۵ بیان می‌کند: «اتحادیه اروپا همچنان به ایجاد ویژگی‌های ملی بیشتر برای خود ادامه می‌دهد و بنابراین فهرست جداگانه‌ای مناسب تشخیص داده شد.

#### پناهگاه‌های حیات وحش جزایر اقیانوس آرام و ایلز اپارس
در نسخه ۲۰۰۶ کتاب حقایق جهانی، ورودی‌های جزیره بیکر، جزیره هاولند، جزیره جارویس، ریف کینگمن، آتول جانستون، جزیره مرجانی پالمیرا و جزایر میدوی در یک ورودی جدید پناهگاه‌های حیات وحش جزیره اقیانوس آرام ایالات متحده ادغام شدند. ورودی‌های قدیمی برای هر منطقه جزایری جداگانه به عنوان تغییر مسیر در وب سایت کتاب حقایق جهانی باقی می‌مانند. در۷سپتامبر۲۰۰۶، سی‌آی‌اِی همچنین ورودی‌های باساس دا ایندیا، جزیره اروپا، جزایر گلوریوسو، جزیره ژوان دو نوا و جزیره ترومیلن را در یک ورودی جدید ایل-اپارس ادغام کرد. مانند ورود جدید پناهگاه‌های حیات وحش جزیره اقیانوس آرام ایالات متحده، ورودی‌های قدیمی برای این پنج جزیره به عنوان تغییر مسیر در وب سایت باقی ماندند. در ۱۹ ژوئیه ۲۰۰۷، ورود ایل-اپارس و تغییر مسیر برای هر جزیره به دلیل تبدیل شدن این گروه به منطقه ای از سرزمین‌های جنوبی و قطب جنوب فرانسه در فوریه حذف شد.

#### صربستان و مونته‌نگرو/یوگسلاوی
جمهوری سوسیالیستی فدرال یوگسلاوی در سال ۱۹۹۱ تجزیه شد. سال بعد، در کتاب حقایق جهانی با مدخل‌هایی برای هر یک از جمهوری‌های تشکیل دهنده سابق آن جایگزین شد. در انجام این کار، سی‌آی‌اِی جمهوری فدرال یوگسلاوی را که در سال۱۹۹۲ اعلام شد، به عنوان صربستان و مونته‌نگرو در فهرست فهرست کرد، زیرا ایالات متحده اتحاد بین این دو جمهوری را به رسمیت نمی‌شناخت. این امر مطابق با تصمیم ۲۱ مه ۱۹۹۲ توسط ایالات متحده برای به رسمیت نشناختن هیچ‌یک از جمهوری‌های یوگسلاوی سابق به عنوان جانشین جمهوری فدرال یوگسلاوی که اخیراً منحل شده بود، انجام شد.

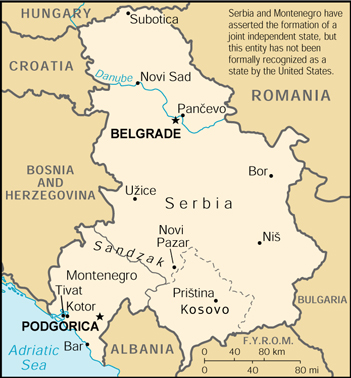
نقشه صربستان و مونته‌نگرو از نسخه ۲۰۰۰ کتاب حقایق جهانی. توجه داشته باشید که چگونه سلب مسئولیت در گوشه سمت راست بالا چاپ شده‌است. می‌توان مشاهده کرد که چگونه پایتخت‌های هر دو جمهوری به صورت جداگانه بر روی نقشه برچسب گذاری شده‌اند.

این دیدگاه‌ها در سلب مسئولیت چاپ شده در کتاب حقایق جهانی به وضوح بیان شد: «صربستان و مونته‌نگرو بر تشکیل یک کشور مستقل مشترک تأکید کرده‌اند، اما این نهاد توسط ایالات متحده به عنوان یک کشور به رسمیت شناخته نشده‌است.» همان‌طور که در نقشه دیده می‌شود،مونته‌نگرو و صربستان در داده‌های کتاب حقایق جهانی به‌طور جداگانه مورد بررسی قرار گرفتند. در اکتبر ۲۰۰۰،اسلوبودان میلوسویچ بود از دفتر مجبور پس از انتخابات مورد مناقشه. این رویداد منجر به انتخابات دموکراتیک و به رسمیت شناختن دیپلماتیک ایالات متحده شد؛ بنابراین، نسخه ۲۰۰۱ کتاب حقایق، دولت را یوگسلاوی نامید. در ۱۴ مارس ۲۰۰۲، توافقنامه ای برای تبدیل جمهوری فدرال یوگسلاوی به یک اتحادیه دولتی سست به نام صربستان و مونته‌نگرو امضا شد. در ۴ فوریه ۲۰۰۳ اجرا شد. نام نهاد یوگسلاوی یک ماه پس از تغییر در کتاب حقایق جهانی تغییر یافت.

#### کوزوو
در ۲۸ فوریه ۲۰۰۸، سی‌آی‌اِی یک ورودی برای کوزوو اضافه کرد که در ۱۷ فوریه همان سال اعلام استقلال کرد. پیش از این، کوزوو در کتاب حقایق حذف شده بود. کوزوو موضوع مناقشه ارضی است. صربستان همچنان ادعا می‌کند که کوزوو بخشی از قلمرو مستقل خود است. استقلال کوزوو به recognised by&nbsp;113 از 193 کشور عضو سازمان ملل متحد، از جمله ایالات متحده.

#### تیمور شرقی/تیمور شرقی
در ۱۹ ژوئیه سال ۲۰۰۷، برای ورود به تیمور شرق تیمور-لسته دنبال تصمیم از تغییر نام داد انجمن ایالات متحده در نام‌های جغرافیایی (BGN).

### واقعی
کتاب حقایق جهانی شامل برخی از اشتباهات (معمولا از یک طبیعت جزئی)، نادرست بود، و خارج از تاریخ این اطلاعات را، که اغلب در جاهای دیگر به دلیل استفاده گسترده کتاب حقایق جهانی ' به عنوان یک مرجع تکرار می‌شود. به عنوان مثال،کتاب حقایق بیان می‌کند که سنگاپور است میزان باروری کل از ۰٫۷۸ کودک برای هر زن، با وجود آمار و ارقام در آمار سنگاپورهایی که می‌گوید نرخ در مورد ۱٫۲–۱٫۳ کودک برای هر زن برای حداقل چند سال گذشته بوده‌است، و آن است مشخص نیست چه زمانی یا حتی تا ۰٫۷۸ کاهش یافته‌است یا خیر. این مقدار نادرست در مقالات خبری ذکر شده‌است که بیان می‌کند سنگاپور کمترین باروری را در جهان دارد یا از این رقم برای ارزش شوک آن استفاده می‌شود.  یکی دیگر از موارد بحث برانگیز این است که کتاب حقایق جهانی منابع خود را ذکر نمی‌کند، و این امر تأیید اطلاعاتی را که ارائه می‌کند، اگر غیرممکن نباشد، دشوار می‌کند.
در ژوئن 2009،رادیو عمومی ملی، با تکیه بر اطلاعات به دست آمده از کتاب حقایق جهانی سی‌آی‌اِی، تعداد یهودیان اسرائیلی ساکن در شهرک‌های کرانه باختری و بیت‌المقدس شرقی را ۲۵۰۰۰۰ نفر اعلام کرد. با این حال، تخمین بهتری بر اساس منابع وزارت خارجه و اسرائیل، این رقم را حدود ۵۰۰۰۰۰ نفر عنوان می‌کند. سپس رادیو عمومی ملی اصلاحیه ای صادر کرد. چاک هولمز، سردبیر خارجی رادیو عمومی ملی، گفت: «من متعجب و ناراضی هستم، و این باعث می‌شود به این فکر کنم که چه اطلاعات دیگری در کتاب اطلاعات جهانی سی‌آی‌اِی قدیمی یا نادرست است.»
محققان اذعان کرده‌اند که برخی از مدخل‌های کتاب حقایق جهانی قدیمی هستند.

### نسخه‌های موبایل کتاب حقایق جهانی
- منوی موبایل ۳۶ سال کتاب حقایق جهانی سی‌آی‌اِی، آخرین به روز رسانی فوریه ۲۰۱۹
- کتاب حقایق جهانی برای اندروید بایگانی‌شده  در ۸ مارس ۲۰۱۲ توسط Wayback Machine – نسخه بهینه شده کتاب حقایق جهانی برای دستگاه‌های اندروید

### کتاب حقایق بر اساس سال
- کشورهای جهان – کتاب حقایق جهان ۳۶ سال سی‌آی‌اِی: (۱۹۸۲–۲۰۱۹)
- نسخه‌های قبلی کتاب حقایق جهانی از دانشگاه میسوری – St. آرشیو لویی:

1992 بایگانی‌شده  در ۱۱ ژوئن ۲۰۰۸ توسط Wayback Machine،1993 بایگانی‌شده  در ۵ ژوئیه ۲۰۰۸ توسط Wayback Machine،1994 بایگانی‌شده  در ۹ ژوئیه ۲۰۰۸ توسط Wayback Machine،1995 بایگانی‌شده  در ۲۰ ژوئن ۲۰۰۸ توسط Wayback Machine،1996 بایگانی‌شده  در ۲۰۰۸-۱۰-۰۱ توسط Wayback Machine،1997 بایگانی‌شده  در ۱۹ ژوئیه ۲۰۰۸ توسط Wayback Machine،1998 بایگانی‌شده  در ۲۰۰۸-۱۰-۰۱ توسط Wayback Machine،1999 بایگانی‌شده  در ۲۰۰۸-۱۰-۰۱ توسط Wayback Machine،2000،2001 بایگانی‌شده  در ۱۵ ژوئن ۲۰۰۸ توسط Wayback Machine،2002 بایگانی‌شده  در ۲۶ مه ۲۰۰۸ توسط Wayback Machine،2003 بایگانی‌شده  در ۱۵ ژوئن ۲۰۰۸ توسط Wayback Machine،2004 بایگانی‌شده  در ۱۵ ژوئن ۲۰۰۸ توسط Wayback Machine،2005 بایگانی‌شده  در ۱۳ مه ۲۰۰۸ توسط Wayback Machine،2006 بایگانی‌شده  در ۵ دسامبر ۲۰۱۲ توسط Archive.today،2007 بایگانی‌شده  در ۱۲ ژوئن ۲۰۰۸ توسط Wayback Machine،2008 بایگانی‌شده  در ۵ اوت ۲۰۱۲ توسط Archive.today
- کتاب حقایق جهانی سی‌آی‌اِی ۱۹۹۱
- کتاب حقایق جهانی سی‌آی‌اِی ۱۹۹۰
- کتاب حقایق جهانی سی‌آی‌اِی ۱۹۸۹
- کتاب حقایق جهانی سال ۱۹۸۷
- کتاب حقایق جهانی سی‌آی‌اِی ۱۹۸۶
- کتاب حقایق جهانی سی‌آی‌اِی ۱۹۸۵
- کتاب حقایق جهانی سی‌آی‌اِی ۱۹۸۴
- کتاب حقایق جهانی ۱۹۸۲ سی‌آی‌اِی

1. ↑  Central Intelligence Agency (2008-01-03). "Where in the World is Mt. Kilimanjaro? Visit the CIA World Factbook to Find Out". Archived from the original on 24 March 2010. Retrieved 2008-01-04.
2. 1 2  Directorate of Intelligence (2011-07-12). "CIA – World Factbook". Archived from the original on 7 November 2017. Retrieved 2011-07-14. The World Factbook provides information on the history, people, government, economy, geography, communications, transportation, military, and transnational issues for 267 world entities.
3. ↑  Directorate of Intelligence. "About The World Factbook—Copyright and Contributors". Retrieved 30 December 2021. The World Factbook is prepared by the Central Intelligence Agency for the use of US Government officials, and the style, format, coverage, and content are designed to meet their specific requirements. Information is provided by other public and private sources. The Factbook is in the public domain. Accordingly, it may be copied freely without the permission of the Central Intelligence Agency (CIA).
4. 1 2 3  "CIA World Factbook 2006 Now Available" (Press release). Central Intelligence Agency. 2006-04-05. Archived from the original on 13 June 2007. Retrieved 2007-01-11. The World Factbook remains the CIA's most widely disseminated and most popular product, now averaging almost 6 million visits each month. In addition, tens of thousands of government, commercial, academic, and other Web sites link to or replicate the online version of the Factbook. * * * Included among the 271 geographic entries is one for the "World," which incorporates data and other information summarized where possible from the other 270 country listings.
5. 1 2  Directorate of Intelligence. "The World Factbook – Frequently Asked Questions (FAQs): Can I use some or all of The World Factbook for my Web site (book, research project, homework, etc.)?". Archived from the original on 8 January 2019. Retrieved 2006-09-23. The World Factbook is in the public domain and may be used freely by anyone at any time without seeking permission. * * * As a courtesy, please cite The World Factbook when used.
6. 1 2  Directorate of Intelligence. "About The World Factbook—Copyright and Contributors". Retrieved 30 December 2021. The World Factbook is prepared by the Central Intelligence Agency for the use of US Government officials, and the style, format, coverage, and content are designed to meet their specific requirements. Information is provided by other public and private sources. The Factbook is in the public domain. Accordingly, it may be copied freely without permission of the Central Intelligence Agency (CIA).
7. 1 2  Directorate of Intelligence. "The World Factbook – Frequently Asked Questions (FAQs): How often is The World Factbook updated?". Archived from the original on 8 January 2019. Retrieved 2009-01-26. Formerly our Web site (and the published Factbook) were only updated annually. Beginning in November 2001 we instituted a new system of more frequent online updates. The World Factbook is currently updated every two weeks.
8. ↑  Directorate of Intelligence (2010-11-24). "World Factbook Updates – October 22, 2010". Archived from the original on 14 May 2011. Retrieved 2010-12-01. Since 2004, The World Factbook website has been updated on a bi-weekly schedule. Culminating a three-month trial effort, we are pleased to announce that the Factbook will now be updated on a weekly basis.
9. ↑  Directorate of Intelligence. "The World Factbook – Notes and Definitions: Date of information". Archived from the original on 8 January 2019. Retrieved 2006-09-23. In general, information available as of 1 January 2007 was used in the preparation of this edition.
10. 1 2  Directorate of Intelligence. "The World Factbook – History". Archived from the original on 27 April 2013. Retrieved 2007-03-03. The first classified Factbook was published in August 1962, and the first unclassified version was published in June 1971.
11. ↑  Directorate of Intelligence (2009-06-08). "CIA – The World Factbook – About :: History: 2008". Archived from the original on 27 April 2013. Retrieved 2009-06-08. Printing of the Factbook turned over to the Government Printing Office.
12. ↑  Miller, Jill Young. "CIA puts data on the internet." Fort Lauderdale Sun-Sentinel 12 December 1994.
13. ↑  Central Intelligence Agency. "The World Factbook Archives - The World Factbook". Retrieved 2021-06-05.
14. ↑  Directorate of Intelligence. "The World Factbook – Purchasing Information". Archived from the original on 5 November 2020. Retrieved 2006-09-23. Other users may obtain sales information about printed copies from the following: Superintendent of Documents...National Technical Information Service
15. ↑  Directorate of Intelligence (1999). "The World Factbook 1999 – Purchasing Information (mirror)". Archived from the original on 22 December 2021. Retrieved 2006-09-24. The Central Intelligence Agency (CIA) prepares The World Factbook in printed, CD-ROM, and Internet versions.
16. 1 2 3  Directorate of Intelligence (1995). "Publication Information for The World Factbook 1995 (mirror)". Archived from the original on 17 March 2012. Retrieved 2006-09-24. This publication is also available in microfiche, magnetic tape, or computer diskettes.
17. ↑  Directorate of Intelligence. "The World Factbook – Frequently Asked Questions (FAQs): I am using the Factbook online and it is not working. What is wrong?". Archived from the original on 8 January 2019. Retrieved 2006-09-24. Hundreds of "Factbook" look-alikes exist on the Internet. The Factbook site at: www.cia.gov is the only official site.
18. 1 2  Directorate of Intelligence. "The World Factbook – Notes and Definitions: Entities". Archived from the original on 8 January 2019. Retrieved 2011-07-12. "Independent state" refers to a people politically organized into a sovereign state with a definite territory. * * * There are a total of 266 separate geographic entities in The World Factbook that may be categorized as follows...
19. 1 2 3  Directorate of Intelligence. "The World Factbook – Frequently Asked Questions (FAQs): Why don't you include information on entities such as Tibet or Kashmir?". Archived from the original on 8 January 2019. Retrieved 2008-08-24. Also included in the Factbook are entries on parts of the world whose status has not yet been resolved (e.g. , West Bank, Spratly Islands). Specific regions within a country or areas in dispute among countries are not covered.
20. ↑  Directorate of Intelligence (2006-09-19). "The World Factbook – Spratly Islands". Retrieved 2006-09-24.
21. ↑  Directorate of Intelligence. "The World Factbook – Frequently Asked Questions (FAQs): Why doesn't The World Factbook include information on states, departments, provinces, etc. , in the country format?". Archived from the original on 8 January 2019. Retrieved 2007-05-26. The World Factbook provides national-level information on countries, territories, and dependencies, but not subnational administrative units within a country. A comprehensive encyclopedia might be a source for state/province-level information.
22. 1 2  Directorate of Intelligence. "The World Factbook – Frequently Asked Questions (FAQs): Why has The World Factbook dropped the four French departments of Guadeloupe, Martinique, Reunion, and French Guiana?". Archived from the original on 8 January 2019. Retrieved 2007-05-26. The reason the four entities are no longer in The World Factbook is because their status has changed. While they are overseas departments of France, they are also now recognized as French regions, having equal status to the 22 metropolitan regions that make up European France.
23. 1 2  Directorate of Intelligence (2011-04-08). "World Factbook Updates – April 8, 2011". Archived from the original on April 9, 2011. Retrieved 2011-04-11. The Indian Ocean island entity of Mayotte became an overseas department of France on 31 March. The change in status makes it an integral part of France and so its description is now included in the France country profile of The World Factbook. (Archived by WebCite at
)
24. ↑  "US State Department, CIA Use Undivided Moroccan Map". Morocco World News.
25. ↑  "Morocco". World Factbook. Central Intelligence Agency.
26. ↑  "Annex 26 - U.K. Foreign Office, Colonial Office and Ministry of Defence, U.S. Defence Interests in the Indian Ocean, D.O. (O)(64)23, FCO 31/3437" (PDF). International Court of Justice. 1964-04-23. Archived from the original (PDF) on 12 December 2019. Retrieved 2019-07-14.
27. 1 2  "Introduction :: BRITISH INDIAN OCEAN TERRITORY". Retrieved 2019-07-13.
28. ↑  "Resolution A/RES/73/295 Vote - Request for an advisory opinion of the International Court of Justice on the legal consequences of the separation of the Chagos Archipelago from Mauritius in 1965". United Nations Digital Library. 2019-05-22. Retrieved 2019-07-13. {{cite journal}}: Cite journal requires |journal= (help)
29. ↑  "Advisory opinion of the International Court of Justice on the legal consequences of the separation of the Chagos Archipelago from Mauritius in 1965". United Nations Digital Library. 2019-05-24. Retrieved 2019-07-13.
30. 1 2  Directorate of Intelligence (2006-09-19). "The World Factbook – China (map)". Archived from the original on 6 November 2020. Retrieved 2009-12-27.
31. ↑  Directorate of Intelligence. "The World Factbook – Frequently Asked Questions (FAQs): Why are the Golan Heights not shown as part of Israel or Northern Cyprus with Turkey?". Archived from the original on 8 January 2019. Retrieved 2006-09-23. Territorial occupations/annexations not recognized by the United States Government are not shown on US Government maps.
32. 1 2  Directorate of Intelligence (2006-09-19). "The World Factbook – Taiwan". Retrieved 2006-09-23.
33. 1 2  Directorate of Intelligence. "The World Factbook – Frequently Asked Questions (FAQs): Why are Taiwan and the European Union listed out of alphabetical order at the end of the Factbook entries?". Archived from the original on 8 January 2019. Retrieved 2006-09-23. Taiwan is listed after the regular entries because even though the mainland People's Republic of China claims Taiwan, elected Taiwanese authorities de facto administer the island and reject mainland sovereignty claims. * * * The European Union (EU) is not a country, but it has taken on many nation-like attributes and these are likely to be expanded in the future.
34. ↑  Directorate of Intelligence (2005-01-27). "The World Factbook – Taiwan". Retrieved 2010-10-17.
35. ↑  "China". CIA World Factbook. CIA. Retrieved February 2, 2013.
36. ↑  "Paracel Islands". CIA World Factbook. CIA. Retrieved February 2, 2013.
37. ↑  "Spratly Islands". CIA World Factbook. CIA. Retrieved February 2, 2013.
38. ↑  Directorate of Intelligence (2006-09-19). "The World Factbook – Burma". Retrieved 2006-09-23. since 1989 the military authorities in Burma have promoted the name Myanmar as a conventional name for their state; this decision was not approved by any sitting legislature in Burma, and the US Government did not adopt the name, which is a derivative of the Burmese short-form name Myanma Naingngandaw
39. 1 2  Directorate of Intelligence (1992). "The World Factbook 1992 – Notes, Definitions, and Abbreviations". Archived from the original on 9 September 2006. Retrieved 2006-09-23. Bosnia and Hercegovina, Croatia, Macedonia, Serbia and Montenegro, and Slovenia have replaced Yugoslavia.
40. ↑  "Official site of the U.N. , List of UN Member States". Un.org. Retrieved 2013-03-29.
41. ↑  Directorate of Intelligence (1994). "The World Factbook 1994 – Notes, Definitions, and Abbreviations". Archived from the original on 9 September 2006. Retrieved 2006-09-23. The name of Macedonia was changed to The Former Yugoslav Republic of Macedonia (FYROM).
42. ↑  Directorate of Intelligence (2004-11-30). "The World Factbook – Macedonia)". Retrieved 2010-10-17.
43. ↑  Staff reporter (2004-11-04). "US snubs Greece over Macedonia". BBC News. Retrieved 2006-09-23. Greece has protested strongly at a decision by the US to refer to the Former Yugoslav Republic of Macedonia (FYROM) simply as "Macedonia".
44. ↑  Directorate of Intelligence (2006-09-19). "The World Factbook – Macedonia". Retrieved 2006-09-23.
45. ↑  Directorate of Intelligence (2006-09-19). "The World Factbook – European Union". Retrieved 2006-09-23.
46. ↑  Directorate of Intelligence. "The World Factbook – Why doesn't The World Factbook include information on states, departments, provinces, the European Union, etc. , in the country format? (mirror)". Archived from the original on 22 December 2021. Retrieved 2007-06-02. The World Factbook provides national-level information on countries, territories, and dependencies, but not on subnational administrative units within a country or supranational entities like the European Union.
47. ↑  Directorate of Intelligence (2006-09-19). "The World Factbook – United States Pacific Island Wildlife Refuges". Retrieved 2006-09-23.
48. ↑  For an example of a redirect, see what happens with the profile for Kingman Reef.
49. ↑  Directorate of Intelligence (2006-09-19). "The World Factbook – Iles Eparses (mirror)". Archived from the original on 6 June 2011. Retrieved 2007-11-10.
50. ↑  For an example of a redirect, see what happens with the profile بایگانی‌شده  در ۲۶ ژانویه ۲۰۲۲ توسط Wayback Machine for Juan de Nova Island (mirror).
51. ↑  Directorate of Intelligence (2007-07-19). "CIA – The World Factbook 2007: What's New". Archived from the original on 7 November 2017. Retrieved 2007-07-20. The five former entities of Bassas da India, Europa Island, Glorioso Islands, Juan de Nova Island, and Tromelin Island, previously grouped as Iles Eparses (Scattered Islands), now constitute a district of the French Southern and Antarctic Lands.
52. ↑  Department of State (August 1999). "Serbia and Montenegro (08/99) (See Yugoslavia)". Retrieved 2007-02-03. (Serbia and Montenegro have asserted the formation of a joint independent state, but this entity has not been recognized as a state by the United States.)
53. ↑  Directorate of Intelligence (1992). "1992 CIA World Factbook: Serbia and Montenegro (mirror)". Archived from the original on 22 December 2021. Retrieved 2006-10-29.
54. ↑  Department of State. "A Guide to the United States' History of Recognition, Diplomatic, and Consular Relations, by Country, since 1776: Kingdom of Serbia/Yugoslavia". Retrieved 2019-04-29. On May 21, 1992, the U.S. announced that it would not recognize the Federal Republic of Yugoslavia (FRY) as a successor state of the Socialist Federal Republic of Yugoslavia (SFRY). The FRY was composed of the Republics of Serbia and Montenegro.
55. ↑  White, Mary Jo (2000-01-31). "767 Third Avenue Associates v. United States: Brief For Amicus Curiae United States of America Supporting Appellees and Supporting Affirmance in Part and Reversal in Part" (MS Word). Retrieved 2010-10-17. Since 1992, the United States has taken the position that the SFRY has ceased to exist, that there is no state representing the continuation of the SFRY, and that five successors have arisen—the Federal Republic of Yugoslavia (Serbia and Montenegro) ("FRY(S&M)"), the Republic of Slovenia ("Slovenia"), the Republic of Croatia ("Croatia"), the Republic of Bosnia-Herzegovina ("Bosnia-Herzegovina"), and the Former Yugoslav Republic of Macedonia ("FYROM")
56. ↑  Directorate of Intelligence (2000). "CIA World Factbook 2000 – Country Maps (mirror)". Retrieved 2007-02-06.
57. ↑  Directorate of Intelligence (1999). "CIA – The World Factbook 1999 – Serbia and Montenegro". Archived from the original on 1999-11-09. Retrieved 2010-10-17. Serbia and Montenegro have asserted the formation of a joint independent state, but this entity has not been formally recognized as a state by the US. The US view is that the Socialist Federal Republic of Yugoslavia (SFRY) has dissolved and that none of the successor republics represents its continuation.
58. ↑  For an example, see the profile for the FRY in the 1999 World Factbook.
59. ↑  Staff reporter (2000-10-07). "Kostunica sworn in as president of Yugoslavia". CNN. Archived from the original on September 22, 2006. Retrieved 2006-10-30.
60. ↑  Directorate of Intelligence (2001). "CIA – The World Factbook – Notes and Definitions". Archived from the original on 2002-08-03. Retrieved 2010-10-17. The entity of Serbia and Montenegro is now officially known as Yugoslavia.
61. ↑  Staff reporter (2002-03-14). "Yugoslav partners sign historic deal". BBC News. Retrieved 2006-10-30. Serbia and Montenegro have signed an accord which will consign the name Yugoslavia to history and shelve any immediate plans for Montenegrin independence.
62. ↑  Staff reporter (2003-02-04). "Yugoslavia consigned to history". BBC News. Retrieved 2006-11-17. From now on it will be called just Serbia and Montenegro—the two remaining republics joined in a loose union.
63. ↑  Directorate of Intelligence (2003-03-19). "CIA – The World Factbook 2002: What's new". Archived from the original on 2003-04-08. Retrieved 2010-10-17. Yugoslavia has been renamed Serbia and Montenegro as of 4 February 2003.
64. ↑  Directorate of Intelligence (2008-02-28). "The World Factbook – Kosovo". Retrieved 2008-02-29.
65. ↑  "Kosovo's parliament declares independence". CTV.ca. 2008-02-17. Archived from the original on 2008-12-27. Retrieved 2008-08-24. Serbia opposes the declaration of independence* * *
66. ↑  Directorate of Intelligence (2007-07-19). "CIA – The World Factbook 2007: What's New". Archived from the original on 7 November 2017. Retrieved 2007-07-20. The US Board on Geographic Names (BGN) now recognizes Timor-Leste as the short form name for East Timor* * *
67. ↑  Statistics Singapore – Latest Data بایگانی‌شده  در ۲۰۱۴-۱۱-۰۵ توسط Wayback Machine. Singstat.gov.sg. Retrieved on 2014-04-28.
68. ↑  Sapere, Aude (2013-03-12). "What Happens When Half The World Stops Making Babies". The Global Mail. Archived from the original on 2013-03-26. Retrieved 2013-03-29.
69. ↑  "How Japan stood up to old age". The Financial Times. 2014-01-17. Retrieved 2014-01-17.
70. ↑  Alicia Shepard (2 June 2010). "NPR Ombudsman CIA get numbers wrong on Jewish Settlers". National Public Radio. Retrieved 30 October 2010.
71. ↑  Richard Collin & Pamela L. Martin. An Introduction to World Politics: Conflict and Consensus on a Small Planet (Rowman & Littlefield, 2013), p. 41.
72. ↑  Central Intelligence Agency. "World Leaders". Archived from the original on 5 November 2020. Retrieved 2007-10-25.